# ممحاة الحبر

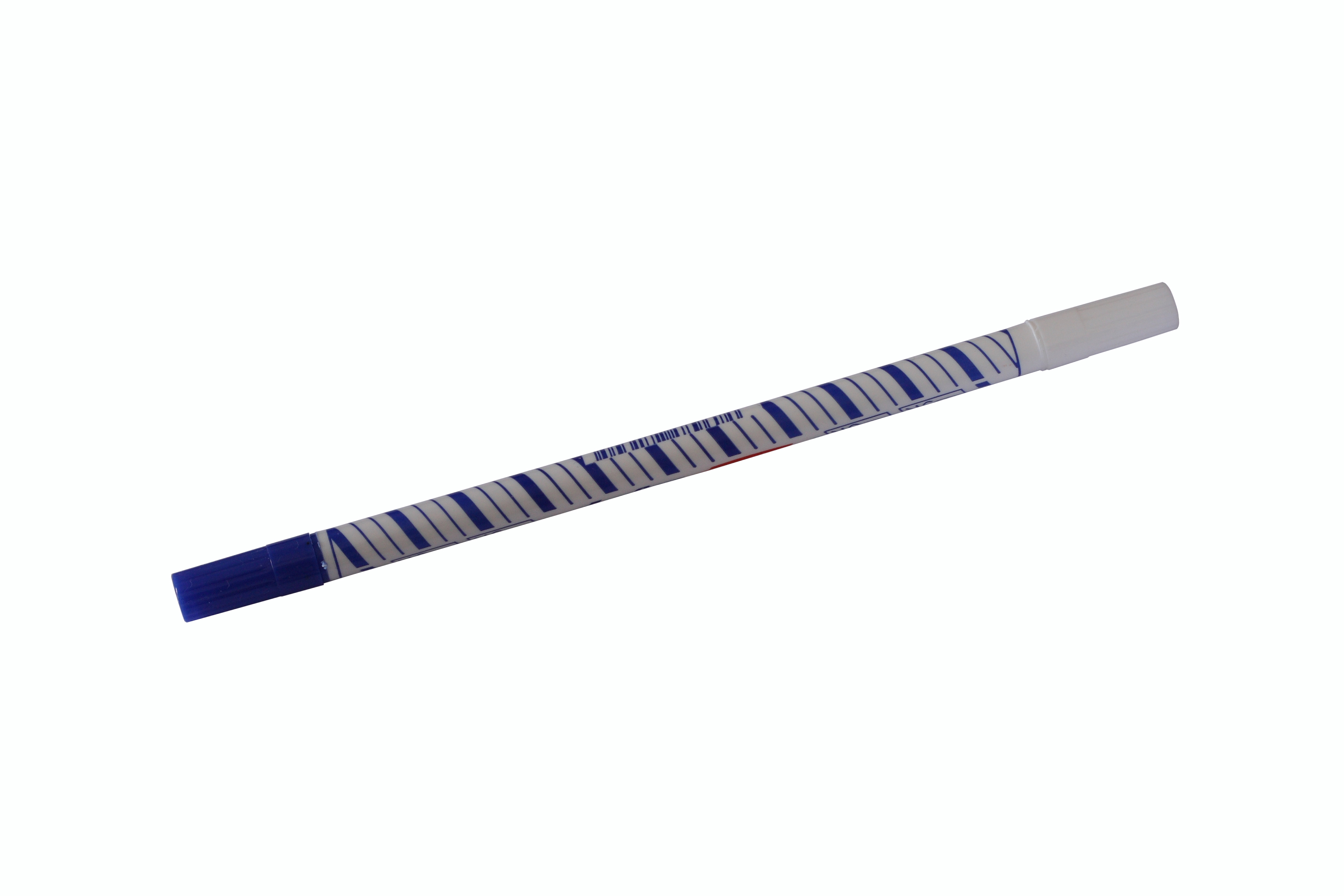
ممحاة الحبر الكيميائية

ممحاة الحبر هي أداة تستخدم لكشط الحبر أو تبييضه كيميائيًا من سطح الكتابة. هذه عملية أكثر تعقيدًا من إزالة علامات الكتابة بالقلم الرصاص. يمكن مسح علامات الكتابة بالقلم الرصاص تدريجيًا على قطع المطاط الطبيعي عن طريق فرك العلامة بممحاة قلم رصاص (أستيكة) (هذا الإجراء هو ما دفع العالم/ جوزيف بريستلي إلى إعطاء اللاتكس المتصلب اسمه الشائع) ومع ذلك، فإن الحبر يخترق ألياف معظم الأوراق بسهولة، وبالتالي يكون من الصعب استخلاصه عن طريق العمل الميكانيكي.
وبالتالي فإن محايات الحبر القديمة عبارة عن سكاكين صغيرة مصممة لكشط الميكرونات القليلة العلوية من الورقة، وإزالة الحبر الذي تغلغل في الورق. بالتنسيق مع محايات الحبر ذات الشفرات، تم أيضًا استخدام ممحاة مشابهة لتلك الموجودة في نهاية أقلام الرصاص (أستيكة)، مع إضافة مواد كاشطة إضافية، مثل الرمل، الممزوجة بالمطاط. تعمل محايات الحبر المصنوعة من الألياف الزجاجية أيضًا عن طريق التآكل. تقوم هذه المحايات بإزالة الحبر والورق الذي تم وضع علامة عليه من الورقة الأكبر حجمًا.
مزيل الحبر الكيميائي يحتوي على مادة تتفاعل مع بعض الأحبار فتزيل تصبغات الأحبار وتخفي الكتابة. 

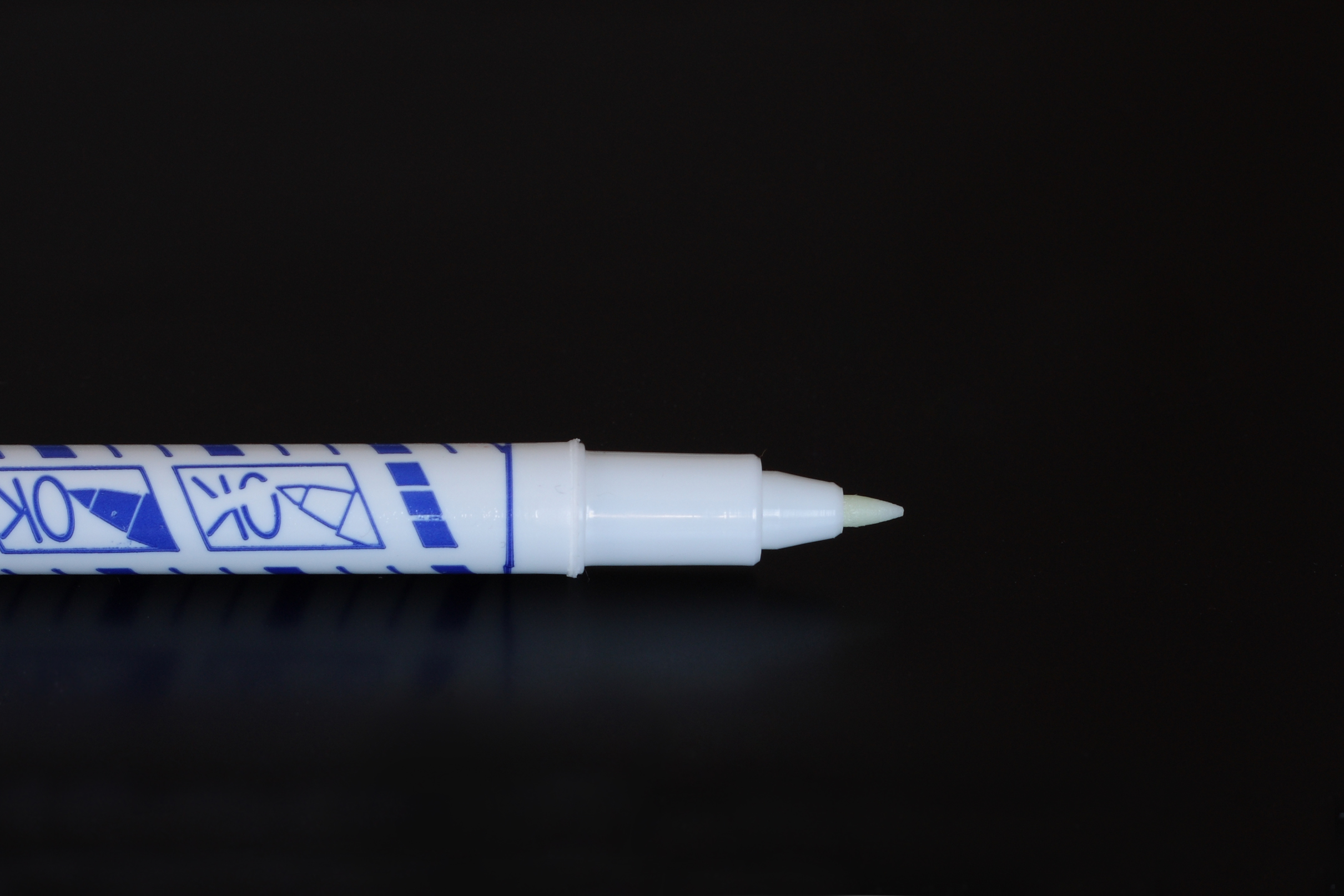
ممحاة حبر كيميائية حديثة

## أنظر أيضاً
- إزالة الحبر
- ممحاة